# Роберт Сітон-Вотсон
Роберт-Вільям Сітон-Вотсон (англ. Robert William Seton-Watson, 1879—1951) — британський історик-славіст і громадський діяч. 1902 закінчив Оксфордський університет. Із 1905 виступав (під псевдонімом Scotus Viator) зі статтями про становище народів Австро-Угорщини. Напередодні Першої світової війни зацікавився українським питанням і в червні 1914 відвідав Львів. Заснований С.-В. 1916 часопис «The New Europe» пропагував ідею національного самовизначення народів Центрально-Східної Європи. Перейшовши 1917 на роботу в Розвідувальне бюро Департаменту інформації, С.-В. об'єктивно висвітлював розвиток подій в Україні для британських політиків. 1922 очолив кафедру історії Центральної Європи ім. Т.Масарика в Лондонському університеті з історії країн Центральної Європи. Один з ініціаторів створення й активний діяч Англо-українського комітету. 1939—45 — на державній службі. Спершу керував секцією Південно-Східної Європи в Службі вивчення зарубіжної преси, а з вересня 1940 почав працювати у Відділі політичної розвідки Форин-офіс. Із листопада 1945 до 1949 очолював кафедру чехословацьких студій в Оксфордському університеті.

## Ставлення до "Українського питання"
У статті «Українське питання» написаній Робертом Вільямом Сетон-Вотсоном і опублікованій у 1917 році в The New Europe, Том IV, № 44, Сетон-Вотсон розглядав українське питання як одну з п’яти головних політичних проблем, що лежать в основі Першої світової війни, поряд із англо-німецьким суперництвом, питанням Ельзасу-Лотарингії, долею Константинополя та проток, а також південнослов’янським питанням.
Він зазначав, що, попри його важливість, українське питання залишалося майже не визнаним у громадській думці навіть після трьох років війни (станом на 1917)
У статті простежуються історичні витоки України: її раннє державне утворення в Київській Русі у X столітті, подальше підкорення монгольською навалою 1239 року та зрештою поділ українських територій між Польщею, Угорщиною та Литвою.
Сетон-Вотсон наголошував на необхідності визнання та розгляду українського питання в контексті війни та змін політичної ситуації. Визнавав українські прагнення на незалежність та підтримував також автономію у складі "федеративної республіки".